# Terri Lee Stickles
Therese Lee Stickles, detta Terri (San Mateo, 11 maggio 1946) è un'ex nuotatrice statunitense.

## Carriera
All'apice della propria carriera vinse la medaglia di bronzo alle Olimpiadi di Tokyo 1964 nei 400m stile libero.

## Palmarès
- Giochi olimpici

Tokyo 1964: bronzo nei 400m stile libero
- Giochi panamericani

San Paolo 1963: oro nei 100m stile libero e argento nei 200m stile libero.